# 朱志辉
朱志辉（1932年11月28日—2021年1月21日），男，江苏无锡人，中国政治人物，曾任华东冶金学院党委书记。

## 生平
1952年9月考入北京钢铁学院炼铁专业，1956年以优异成绩毕业，留校任助教、讲师。1962年被批准为在职研究生。1970年8月后，历任冶金部云南草坝“五七”干校电机厂事务长，云南省冶金工业局工程师、副处长，昆明钢铁公司副经理、经理兼总工程师，中共云南省委常委、昆明市委书记（当时设有第一书记）兼市长，中共云南省委副书记，华东冶金学院党委书记、巡视员等职。1997年10月退休。2021年1月21日在安徽省马鞍山市逝世。